# Nailly
Nailly település Franciaországban, Yonne megyében. Lakosainak száma 1329 fő (2022. január 1.). Nailly Villeperrot, Courtois-sur-Yonne, Paron, Saint-Martin-du-Tertre, Saint-Sérotin, Subligny, Villebougis, Villenavotte és Villeroy községekkel határos.

## Népesség
A település népességének változása:
| Lakosok száma | 1261 | 1258 | 1308 | 1299 | 1317 | 1336 | 1333 | 1325 | 1329 |
|               | 2013 | 2015 | 2016 | 2017 | 2018 | 2019 | 2020 | 2021 | 2022 |